# ولیشواتس
ولیشوک (به لاتین: Veliševac}} یک عوارض جغرافیایی در صربستان است که در Ljig واقع شده‌است.